# Yuki Kotani
Yuki Kotani (født 27. juli 1991) er en japansk fodboldspiller, som spiller for den japanske fodboldklub Roasso Kumamoto.